# Polyptychus senniger
Polyptychus senniger är en fjärilsart som beskrevs av Jordan 1920. Polyptychus senniger ingår i släktet Polyptychus och familjen svärmare. Inga underarter finns listade i Catalogue of Life.